# Cyclostrema crassiolatum
Cyclostrema crassiolatum is een slakkensoort uit de familie van de Liotiidae. De wetenschappelijke naam van de soort is voor het eerst geldig gepubliceerd in 1908 door Strebel.